# Мінерали постмагматичні
Мінерали постмагматичні (рос. минералы постмагматические, англ. postmagmatic minerals; нім. postmagmatische Minerale n pl) — мінерали, що утворилися в магматичній породі внаслідок післямагматичних процесів — після кристалізації магми з пневматолітових і гідротермальних розчинів.